# Tedlà Bairù
Ato Tedlà Bairù (Amasien, 1914 – 1984) è stato un politico eritreo.
Nominato Premier dell'Eritrea al momento della Federazione con l'Etiopia (1952), mantenne la carica fino al 1955, subendo forti critiche per le sue posizioni unioniste. La sua carriera fu, in pratica, parallela a quella di Uoldeàb Uoldemariàm, cui si opponeva proprio sul tema dell'indipendenza nazionale.
Fu comunque costretto alle dimissioni dall'imperatore Hailé Selassié e successivamente nominato ambasciatore d'Etiopia in Svezia dove, nel 1967, disertò per unirsi al Fronte di Liberazione Eritreo.